# Група НОП одреда за Истру
Група НОП одреда за Истру је био партизанска формација у саставу Народноослободилачке војске и партизанских одреда Југославије током Другог светског рата у Југославији.

## Историјат
Формирана је крајем августа 1944. од 1. одреда Учка, 2. пулског и 3. бузетско-поречког НОП одреда. Прва два одреда била су језгро за формирање 1, 2. и 3. истарске бригаде, па је крајем септембра остало у сваком одреду по око 200 бораца. Тада су одреди прикључени бригадама, као њихови пети батаљони. Од октобра они су поновно дејствовали самостално. У децембру је део њихових бораца попунио истарске бригаде, а 3. одред је расформиран. До краја марта 1945. када је Група одреда расформирана, 1. и 2. одред бројали су по 40—70 бораца. Због малобројности нису изводили веће акције, већ су били ангажовани за вршење диверзија, постављање заседа и препаде на комуникацијама, садејствујући јединицама истарских бригада.